# Jules Gilliéron
Pour les articles homonymes, voir Gilliéron.
Jules Gilliéron, né à La Neuveville le 21 décembre 1854 et mort à Cergnaux-sur-Gléresse le 26 avril 1926, est un linguiste suisse, figure prééminente de la dialectologie.

## Biographie
Fondateur de la Revue des patois gallo-romans (avec l'Abbé Rousselot) et de la Société des parlers de France, il est créateur de la géographie linguistique et titulaire de la chaire de dialectologie gallo-romane à l'École des hautes études[réf. nécessaire].

## Ouvrages
- Atlas linguistique de la France, réalisé avec la collaboration d'Edmond Edmont.
- Thaumaturgie linguistique, Paris : E. Champion, 1923.
- Ménagiana du XXe siècle, Paris : E. Champion, 1922.
- Les étymologies des étymologistes et celles du peuple, Paris : E. Champion, 1922.
- Pathologie et thérapeutique verbales, Paris : E. Champion, 1921.
- La faillite de l'étymologie phonétique : résumé de conférences faites à l'École pratique des hautes études, Neuveville : Libr. Beerstecher, 1919.